# Vlag van Suffolk

Vlag van Suffolk

De vlag van Suffolk is de vlag van het Engelse graafschap Suffolk. De vlag werd geregistreerd bij het Flag Institute op 9 oktober 2017. Het Flag Institute registreerde het ontwerp nadat de Suffolk County Council de vlag had getoond op de eerste "Suffolk Day" en na een aantal verzoeken van organisaties in het graafschap.
Het ontwerp is het middeleeuwse wapenschild van Saint Edmund. Het zijn twee gouden pijlen die door een gouden kroon gaan of met heraldische beschrijving als Azure two Arrows in saltire, points downwards, enfiled with an ancient Crown Or
Edmund, de Angelsaksische koning van East Anglia, is sterk verbonden met Suffolk, met zijn begraafplaats in Bury St. Edmunds in het graafschap. Het is overal in het graafschap te zien; het is opgenomen in de wapens van het graafschap en van verschillende steden, evenals in badges of logo's van verenigingen en sportorganisaties. Na het hijsen van het wapenschild door de County Council, om de jaarlijkse Suffolk Day op 21 juni 2017 te vieren, werd er een campagne gestart om het wapenschild van Saint Edmund te registreren. De campagne werd gesteund door eenentwintig organisaties uit het graafschap en in het licht van deze lokale steun en het uitgebreide gebruik van het embleem in het graafschap, werd de vlag geregistreerd door het Flag Institute.